# Внезапная смерть
Внеза́пная смерть — медицинский термин, означающий «ненасильственную смерть, развившуюся моментально или наступившую в течение 4—6 часов с момента возникновения острых изменений в клиническом статусе больного со свидетелями».
В качестве основного варианта в настоящее время принято рассматривать внезапную смерть, связанную с вызванным разными обстоятельствами нарушением сердечной деятельности; другие факторы риска наступления внезапной смерти связаны непосредственно с нарушением жизненно важных церебральных функций.

## Внезапная сердечная смерть
В МКБ-10 соответствуют коды:.
- I46 («Остановка сердца»)
- I46.1 («Внезапная сердечная смерть, так описанная»)

Различают два варианта внезапной сердечной смерти (ВСС): внезапную аритмическую смерть и внезапную коронарную смерть.
Рассматривается также ВСС у спортсменов. Внезапная смерть может быть первым и единственным проявлением гипертрофической кардиомиопатии, считающейся основной причиной гибели молодых спортсменов.

### Внезапная аритмическая смерть
Термином «внезапная смерть» принято обозначать случаи смерти лиц, находившихся в стабильном состоянии, наступившей в пределах 1 часа от начала острых проявлений заболевания, при отсутствии признаков, позволяющих поставить другой диагноз. В проблеме внезапной смерти наибольшее значение имеет вопрос об остановке кровообращения, связанной с аритмиями сердца.  Смерть, связанную с внезапной остановкой кровообращения вследствие нарушения ритма или проводимости, называют аритмической смертью. Время наступления такой смерти исчисляется не часами, а минутами. Таким образом, к внезапной аритмической смерти следует относить смерть, наступившую в течение нескольких минут в случаях, когда на вскрытии не было выявлено несовместимых с жизнью морфологических изменений.Дощицин В. Л.
Остановка сердца как проявления синдрома слабости синусового узла является разновидностью внезапной аритмической смерти. Другие варианты ВСС могут быть обусловлены жизнеугрожающими аритмиями (фибрилляция желудочков и полиморфная желудочковая тахикардия).
Внезапная сердечная смерть ежегодно примерно у 0,25—0,39 % больных наступает при синдроме WPW; обычно вследствие жизнеугрожающих аритмий.
Согласно другим исследованиям, на синдром WPW приходится менее чем 6 случаев ВСС на 1000 пациентов (0,6 %) в год, и средний риск ВСС составляет 1,25 случаев на 1000 человеко-лет, причём у детей этот показатель оказался более высоким — 1,93.

## Внезапная церебральная смерть
Рассматриваются также ВС при эпилепсии и другие формы внезапной смерти из-за нарушения жизненно важных церебральных функций. Может наступать в результате повреждения жизненноважных структур ствола головного мозга (дыхательный центр, сердечно-сосудистый центр) или вследствие развития шока.

## Иные варианты
В МКБ-10 выделяют следующие варианты внезапной смерти не по сердечным причинам:
- R95 («Внезапная смерть грудного ребенка»).
- R96 («Другие виды внезапной смерти по неизвестной причине»).
- V01-X59 («Несчастные случаи»).

Внезапная смерть может наступить и в результате большой острой кровопотери (по ненасильственным причинам).

### Книги
1. ↑  Липовецкий Б. М. Инфаркт, инсульт, внезапная смерть. Факторы риска, предвестники, профилактика. — М.: ЛитРес, 2018. — 195 с. — ISBN 978-5-299-00695-7.
2. ↑  Шляхто Е. В., Арутюнов Г. П., Беленков Ю. Н., Ардашев А. В. Внезапная сердечная смерть. — М.: МЕДПРАКТИКА-М, 2015. — 704 с. — ISBN 978-5-98803-349-3.

### Статьи
1. ↑  Дощицин В. Л. Внезапная аритмическая смерть и угрожающие аритмии // Российский кардиологический журнал : журнал. — 1999. — № 1. — С. 46–51. — ISSN 1560-4071.
2. ↑  Бойцов С. А., Подлесов А. М. Нарушения ритма сердца при хронической сердечной недостаточности // Сердечная недостаточность : журнал. — 2001. — Т. 2, № 5. — С. 224–227. — ISSN 1728–4651.
3. ↑  Нестеренко Л. Ю., Мазыгула Е. П., Голицын С. П. Принципы лечения желудочковых нарушений ритма сердца у больных с сердечной недостаточностью // Сердечная недостаточность : журнал. — 2001. — Т. 2, № 5. — С. 236–239. — ISSN 1728–4651.
4. ↑  Coban‐Akdemir Z. H. et al. Wolff–Parkinson–White syndrome: De novo variants and evidence for mutational burden in genes associated with atrial fibrillation (англ.) // American Journal of Medical Genetics Part A. : журнал. — 2020. — Vol. 182, no. 6. — P. 1387–1399. — ISSN 1552-4833. — doi:10.1002/ajmg.a.61571.
5. ↑  Ардашев А. В., Мамчур С. Е. Внезапная сердечная смерть и синдром WPW // Вестник аритмологии : журнал. — 2014. — № 76. — С. 30–37. — ISSN 1561-8641.